# Real Club de Yates de Malta
El Real Club de Yates de Malta (Royal Malta Yacht Club en idioma inglés y oficialmente) es un club náutico ubicado en Ta' Xbiex, Malta.

## Historia
El club fue fundado en 1835 y, al igual que en otros clubes del imperio británico, sus socios fueron autorizados por el almirantazgo a usar un Pabellón Azul distintivo en 1873. El 18 de julio de 1942 su sede, en Floriana, quedó totalmente destruida durante un bombardeo, siendo reconstruida en 1949. En 1970 cambió de ubicación, trasladándose de Floriana a la Isla Manoel.
En 1978, tras la independencia de Malta, el club cambió de denominación a Club de Yates de La Valeta (Valletta Yacht Club en inglés), y el club y sus socios dejaron de utilizar el pabellón azul británico para pasar a utilizar el pabellón civil de Malta. El 13 de noviembre de 1990 decidieron recuperar el tradicional nombre de Real Club de Yates de Malta. 
El 28 de noviembre de 2008 el club volvió a cambiar su sede, esta vez de la Isla Manoel al puerto de Ta' Xbiex.

## Copa América
Ha presentado un desafío a la Copa América 2021 en la que será representado por el equipo Malta Altus Challenge.